# Rybosom mitochondrialny

Schemat przedstawiający mtDNA (kolisty) i mitochondrialne rybosomy pośród innych struktur mitochondrialnych.

Rybosom mitochondrialny lub mitorybosom – kompleks nukleoproteinowy aktywny w mitochondriach i funkcjonujący jako enzym przeprowadzający translację mitochondrialnych mRNA kodowanych w mtDNA. Mitorybosomy, podobnie jak rybosomy cytoplazmatyczne, składają się z dwóch podjednostek - dużej (mtLSU) i małej (mt-SSU). Jednak stosunek rRNA do białek jest inny niż w cytoplazmatycznych rybosomach, mitorybosomy składają się z kilku specyficznych białek i mniejszej liczby rRNA. 

## Funkcja
Mitochondria zawierają około 1000 białek u drożdży i 1500 u ludzi; jednak u obu gatunków tylko odpowiednio 8 i 13 białek jest kodowanych przez mitochondrialny DNA. Większość białek mitochondrialnych jest syntetyzowanych przez rybosomy cytoplazmatyczne. Białka, które są kluczowymi składnikami łańcucha transportu elektronów, są syntezowane w mitochondriach. 

## Struktura
Mitorybosomy ssaków mają małe podjednostki 28S i duże 39S razem tworzące mitorybosom 55S. 